# Nikon Electronic File
Pour les articles homonymes, voir NEF.
Nikon Electronic File (NEF), aussi appelé Nikon Electronic Format, est la dénomination adoptée par Nikon pour les fichiers RAW produits par ses appareils photo numériques. L'extension de nom de fichier .nef est utilisée dans le nom de ces fichiers.
Le premier logiciel permettant l'exploitation du fichier NEF fut Nikon Capture, qui a évolué jusqu'à la version 4.4. En juillet 2006, le logiciel Nikon Capture fut remplacé par le logiciel Capture NX développé en collaboration avec l'éditeur de logiciel Nik Software.
D'autres logiciels permettent également l'exploitation de fichiers NEF, comme Photoshop et Lightroom de la société Adobe Systems, Aperture de la société Apple Inc., Darktable ou GIMP grâce au plug-in UFRaw, ou bien encore les logiciels de visionnage et conversion d'images XnView ou IrfanView avec un plug-in.
Le fichier NEF peut également être converti au format JPEG avec les logiciels Nikon View et Picture Project, à la différence que ces logiciels prennent les paramètres d'image liés au fichier lors la prise de vue et ne permettent donc pas une exploitation poussée du fichier. Cela permet néanmoins de récupérer un fichier JPEG lorsqu'on a utilisé le format NEF par erreur et que l'on ne possède pas les logiciels permettant son exploitation. L'utilitaire UFRaw permet aussi d'effectuer cette conversion au format JPEG mais en autorisant cependant la modification de plusieurs paramètres de l'image (paramètres d'exposition, saturation, etc.).